# Фелипи-Герра
Фелипи-Герра (порт. Felipe Guerra)  —  муниципалитет в Бразилии, входит в штат Риу-Гранди-ду-Норти. Составная часть мезорегиона Запад штата Риу-Гранди-ду-Норти. Входит в экономико-статистический микрорегион Шапада-ду-Аподи. Население составляет 5159 человек на 2006 год. Занимает площадь 268,427 км². Плотность населения — 19,2 чел./км².

## История
Город основан 24 октября 1963 года.

## Статистика
- Валовой внутренний продукт на 2003 год составляет 46 831 957,00 реалов (данные: Бразильский институт географии и статистики).
- Валовой внутренний продукт на душу населения на 2003 год составляет 8784,84 реалов (данные: Бразильский институт географии и статистики).
- Индекс развития человеческого потенциала на 2000 год составляет 0,633 (данные: Программа развития ООН).